# Дробовий броунівський рух
У теорії ймовірностей, дробовий броунівський рух, також відомий як фрактальний броунівський рух, є узагальненням броунівського руху.
На відміну від класичного броунівського руху, прирости дробового не обов’язково будуть незалежними.
Дробовий броунівський рух — це гауссівський процес з неперервним часом {\displaystyle B_{H}(t)} на {\displaystyle [0,T]}, який починається з нуля, має нульове математичне сподівання для всіх {\displaystyle t} з {\displaystyle [0,T]}, і має наступну коваріаційну функцію:
{\displaystyle E[B_{H}(t)B_{H}(s)]={\tfrac {1}{2}}(|t|^{2H}+|s|^{2H}-|t-s|^{2H}),}
де {\displaystyle H} — це дійсне число з {\displaystyle (0,1)}, яке називають індексом або параметром Херста, асоційованим із {\displaystyle B_{H}(t)}.
Індекс Херста визначає грубість траекторій процесу, при цьому більше значення призводить до більш плавного руху.
Вперше дробовий броунівський рух з'являється у праці Мандельброта і Ван Несса (1968).
Значення {\displaystyle H} визначає тип дробового броунівського руху:
- якщо {\displaystyle H=1/2}, то процес є звичайним броунівським рухом і має незалежні прирости;

- якщо {\displaystyle H>1/2}, то прирости процесу мають додатню кореляцію;

- якщо {\displaystyle H<1/2}, то прирости процесу від'ємну кореляцію.

Процес приростів, {\displaystyle X(t)=B_{H}(t+1)-B_{H}(t)}, називають дробовим гаусівським шумом.
Як і звичайний броунівський рух, названий на честь біолога 19 століття Роберт Броуна; дробовий гаусівський шум названий на честь математика Карла Фрідріха Гаусса.

## Історя та означення
До появи дробового броунівського руху Lévy, (1953) використовував дробовий інтеграл Рімана–Ліувіля для визначення процесу
{\displaystyle B_{H}(t)={\frac {1}{\Gamma (H+1/2)}}\int _{0}^{t}(t-s)^{H-1/2}\,{\rm {d}}B(s)}
де інтегрування відбувається відносно білого шуму {\displaystyle dB(s)}.
Цей інтеграл виявляється погано придатним для застосувань дробового броунівського руху (Mandelbrot та van Ness, 1968, с. 424).
Натомість треба використати інший дробовий інтеграл за білим шумом, який називають інтегралом Вейля
{\displaystyle B_{H}(t)=B_{H}(0)+{\frac {1}{\Gamma (H+1/2)}}\left\{\int _{-\infty }^{0}\left[(t-s)^{H-1/2}-(-s)^{H-1/2}\right]\,{\rm {d}}B(s)+\int _{0}^{t}(t-s)^{H-1/2}\,{\rm {d}}B(s)\right\}}
для {\displaystyle t>0} (та аналогічно для {\displaystyle t<0}).

## Властивості

### Самоподібність
Процес є самоподібним, оскільки в термінах розподілу імовірностей:
{\displaystyle B_{H}(at)\sim |a|^{H}B_{H}(t).}
Ця властивість пов’язана з тим, що коваріаційна функція є однорідною порядку {\displaystyle 2H}, і може розглядатися як фрактальна властивість.

### Стаціонарність приростів
Процес має стаціонарні прирости:
{\displaystyle B_{H}(t)-B_{H}(s)\sim B_{H}(t-s).}
Дробовий броунівський рух можна визначити іншим (еквівалентним) чином як самоподібний гауссівський процес із нульовим середнім, що починається з нуля та має стаціонарні прирости.

### Залежність на великих проміжках
Для {\displaystyle H>1/2}:
{\displaystyle \sum _{n=1}^{\infty }E[B_{H}(1)(B_{H}(n+1)-B_{H}(n))]=\infty .}

### Регулярність
Траєкторії дробового броунівського руху майже напевно не диференційовні.
Тим не менш, майже всі траєкторії є локально гельдерові будь-якого порядку, строго меншого за індекс Херста {\displaystyle H}: для кожної такої траєкторії, для будь-якого {\displaystyle T>0} та для будь-якого {\displaystyle \varepsilon >0} існує (випадкова) константа {\displaystyle c} така, що для всіх {\displaystyle 0<s,t<T}
{\displaystyle |B_{H}(t)-B_{H}(s)|\leq c|t-s|^{H-\varepsilon }.}

## Траєкторії
Траєкторії дробового броунівського руху можна моделювати на комп'ютері , проте це будуть лише наближення, які можна сприймати як скінченний набір значень процесу. Три траєкторії з 1000 точок та індексом Херста рівним {\displaystyle 0.75} подано нижче.
| {\displaystyle H=0.75} | {\displaystyle H=0.75} | {\displaystyle H=0.75} |

Нижче подано траєкторії з 1000 точок, але для різних індексів Херста. Чим більше індекс, тим гладкіша крива утворюється. Це відбувається в наслідок корельованості приростів.
|  |  |  |

### Перший спосіб моделювання
Траєкторії можна змоделювати за допомогою методів генерації стаціонарних гаусових процесів з відомою коваріаційною функцією.
Найпростіший спосіб покладається на розклад Холецького коваріаційної матриці (пояснено нижче), яка на сітці розміром {\displaystyle n} має складність порядку {\displaystyle O(n^{3})}. Більш складним, але швидшим для обчислень є метод Dietrich та Newsam, (1997), який застосовує циркулянт.
Припустімо, що ми хочемо змоделювати значення процесу в моменти часу {\displaystyle t_{1},\ldots ,t_{n}} за допомогою розкладу Холецького.
- Сформуємо матрицю {\displaystyle \Gamma ={\bigl (}R(t_{i},t_{j}),i,j=1,\ldots ,n{\bigr )}}, де {\displaystyle R(t,s)={\frac {1}{2}}(s^{2H}+t^{2H}-|t-s|^{2H})}.

- Обчислимо {\displaystyle \Sigma } --- квадратний корінь з матриці {\displaystyle \Gamma }, тобто {\displaystyle \Sigma ^{2}=\Gamma }. Грубо кажучи, {\displaystyle \Sigma } — це матриця «стандартного відхилення», пов’язана з коваріаційною матрицею {\displaystyle \Gamma }.

- Побудуємо вектор {\displaystyle v} з {\displaystyle n} чисел, отриманих як незалежні випадкові величини із стандартним гаусовим розподілом.

- Якщо ми визначимо {\displaystyle u=\Sigma v}, то {\displaystyle u} є шуканим наближенням.

Розклад Холецького потрібен для обчислення {\displaystyle \Sigma }. Альтернативний метод використовує власні значення матриці {\displaystyle \Gamma }:
- Оскільки {\displaystyle \Gamma } є симетричною, невід'ємно визначеною матрицею, то всі власні значення {\displaystyle \ ,\lambda _{i}} з {\displaystyle \Gamma } задовільняють {\displaystyle \lambda _{i}>0}, ({\displaystyle i=1,\dots ,n} ).

- Нехай {\displaystyle \Lambda } буде діагональною матрицею власних значень, тобто {\displaystyle \Lambda _{ij}=\lambda _{i}\delta _{ij}}, де {\displaystyle \delta _{ij}} — символ Кронекера. Ми визначаємо {\displaystyle \Lambda ^{1/2}} як діагональну матрицю з елементами {\displaystyle \lambda _{i}^{1/2}}, тобто {\displaystyle \Lambda _{ij}^{1/2}=\lambda _{i}^{1/2}\,\delta _{ij}}.

Зауважимо, що результат є дійсним числом, оскільки {\displaystyle \lambda _{i}>0}.
- Нехай {\displaystyle v_{i}} є власним вектором, пов’язаним із власним значенням {\displaystyle \lambda _{i}}. Визначимо {\displaystyle P} як матрицю, {\displaystyle i}-й стовпець якої є власним вектором {\displaystyle v_{i}}.

Оскільки власні вектори є лінійно незалежними, матриця {\displaystyle P} є оборотною.
- З цього випливає, що {\displaystyle \Sigma =P\Lambda ^{1/2}P^{-1}}, оскільки {\displaystyle \Gamma =P\Lambda P^{-1}}.

### Другий спосіб моделювання
Відомо також, що 
{\displaystyle B_{H}(t)=\int _{0}^{t}K_{H}(t,s)\,{\rm {d}}B(s)}
де {\displaystyle B} - звичайний броунівський рух і
{\displaystyle K_{H}(t,s)={\frac {(t-s)^{H-{\frac {1}{2}}}}{\Gamma (H+{\frac {1}{2}})}}\;{}_{2}F_{1}\left(H-{\frac {1}{2}};{\frac {1}{2}}-H;H+{\frac {1}{2}};1-{\frac {t}{s}}\right).}
Де {\displaystyle _{2}F_{1}} — гіпергеометрична функція.
Скажімо, ми хочемо змоделювати {\displaystyle B_{H}(t)} в точках {\displaystyle 0=t_{0}<t_{1}<\cdots <t_{n}=T}.
- Побудуємо вектор {\displaystyle n} чисел, отриманих як незалежні випадкові величини із стандартним гаусовим розподілом.

- Помножимо його покомпонентно на {\displaystyle {\sqrt {T/n}}}, щоб отримати прирости броунівського руху на {\displaystyle [0,T]}. Позначимо цей вектор {\displaystyle (\delta B_{1},\ldots ,\delta B_{n})}.

- Для кожного {\displaystyle t_{j}} обчислимо

{\displaystyle B_{H}(t_{j})={\frac {n}{T}}\sum _{i=0}^{j-1}\int _{t_{i}}^{t_{i+1}}K_{H}(t_{j},s)\,{\rm {d}}s\ \delta B_{i}.}
Цей інтеграл може бути ефективно обчислений за допомогою квадратури Гаусса.

## Додаткова література
- Sainty, P. (1992), Construction of a complex‐valued fractional Brownian motion of order N, Journal of Mathematical Physics, 33 (9): 3128, Bibcode:1992JMP....33.3128S, doi:10.1063/1.529976.